# Indirana chiravasi
Indirana chiravasi é uma espécie de anfíbio gimnofiono da família Ranixalidae. Está presente na Índia. A UICN classificou-a como em perigo de extinção.